# Kaltzähigkeit
Der Begriff Kaltzähigkeit beschreibt eine zu erreichende Zähigkeit von Konstruktionswerkstoffen bei tiefen Temperaturen. Im Kern geht es darum, insbesondere beim konstruktiven Einsatz von Werkstoffen in Tieftemperaturanwendungen, deren Versagen zu vermeiden. Dafür müssen solche Werkstoffe „kaltzäh“ sein.

## Beobachtung des Phänomens
Um Kaltzähigkeit experimentell feststellen zu können, bedarf es der Durchführung von speziellen Kerbschlagbiegeversuchen.
Bei so gut wie allen ferritisch-perlitischen Stählen, also Werkstoffen mit kubisch-raumzentriertem Gittertyp, findet bei Temperaturabsenkung im Kerbschlagbiegeversuch ein Übergang vom Gleitbruch zum Sprödbruch statt, das heißt, es findet ein Übergang vom zähen zum spröden Bruchverhalten statt. Solche Werkstoffe, die einen derart beschriebenen Übergang aufweisen, sind also bei tiefen Temperaturen sprödbrechend. Sie erfüllen nicht das Kriterium, „kaltzäh“ zu sein. Der genannte Übergang muss, falls er denn existiert, an repräsentativen Werkstoffproben bestimmt werden und definiert eine bestimmte Kerbschlagarbeit (zum Beispiel 27 J) bzw. eine bestimmte Kerbschlagzähigkeit bei einer Übergangstemperatur [in °C] für einen Werkstoff bestimmter chemischer Zusammensetzung und entsprechend bekannter Wärmebehandlung. Üblicherweise werden vom Testwerkstoff Charpy-U- oder Charpy-V-Normalproben gemäß DIN 50115 angefertigt. Vor der Versuchsdurchführung werden die Proben des Testwerkstoffs jeweils vortemperiert (z. B. in einem Temperatur-regelbaren Gefrierschrank auf eine bestimmte Temperatur vorgekühlt).

## Daten in einschlägigen Nachschlagewerken und Datenbanken
Um auf Kaltzähigkeitsdaten eines gewünschten Werkstoffs zurückzugreifen, sollte man versuchen, zunächst einschlägige Nachschlagewerke und Datenbanken zu konsultieren. Findet man in Nachschlagewerken oder Datenbanken nichts und ist man dennoch auf gewisse Kaltzähigkeitseigenschaften bei einem gewünschten Werkstoff angewiesen, dann muss man entsprechende Kerbschlagbiegeversuchs-Messreihen selbst durchführen.

### Beispiel
Im Stahl-Eisen-Werkstoffblatt SEW 685 vom März 2000 werden zum Beispiel die Werkstoffe für kaltzähen Stahlguss aufgeführt, welche bei Umgebungstemperaturen unterhalb −10 °C die Eigenschaft einer quantifizierten Kaltzähigkeit aufweisen. Für den Erhalt gleicher experimenteller Voraussetzungen wie bei den gewonnenen Daten des genannten Stahl-Eisen-Werkstoffblattes darf unter anderem eine Kerbschlagarbeit von 27 Joule an definierten, mitgegossenen Proben nicht unterschritten werden.